# Swietenia mahagoni

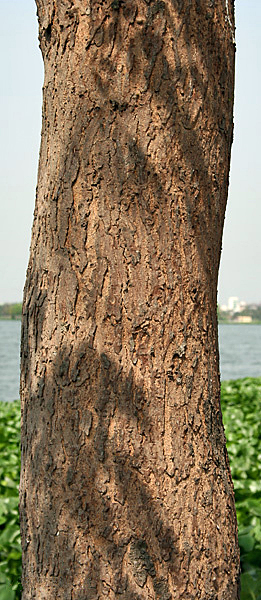
Detalle de la corteza

La caoba de las Indias occidentales (Swietenia mahagoni) es una especie botánica de árbol perteneciente a la familia Meliaceae. Otros nombres autóctonos son: Acajou, Chiculte, Mahogany, Mogno, Orura, Palo Zopilote. En Ecuador y Perú recibe el nombre de aguano.
Es el árbol nacional de la República Dominicana por medio de la ley 146 del 13 de julio de 2011, con la que se adoptó la caoba como símbolo que representa a dicho país. 1.

## Descripción
Es un árbol grande con una corona ancha, densa y simétrica y un fuste recto con contrafuertes en la base. Puede alcanzar 25 m de altura con un diámetro de tronco de más de 6 dm, pero tales ejemplares son raros. La mayoría de estas caobas no pasan de 9-13 m con copas de 6-10 m de anchura. Es un árbol semicaduco que pierde sus viejas hojas al fin del invierno justo al momento de crecer nuevas. Puede estar defoliado por una o dos semanas. Las hojas son únicas frente a las especies del Nuevo Mundo: son compuestas pinnadas, con 3-4 pares de folíolos asimétricos y no tiene foliolo al tope. Las hojas nuevas son rojo púrpuras, y rápidamente tornan a amarillo verdosas. Produce flores pequeñas, fragantes, inconspicuas, en las ramas del año, luego que emergen las hojas, y tanto las masculinas como las femeninas están en el mismo pie (monoicas). Los frutos, conspicuos, son cápsulas leñosas de 5 lóbulos, de 11-14 cm de largo. Persisten las brácteas hasta la caída de las hojas en la siguiente primavera, cuando comienzan a abrirse expulsando abundante simiente alada, con vanos papilosos, de 5 cm de largo, dispersados por el viento.

## Usos
Es un árbol popular para avenidas, y de sombra; en parques y áreas comerciales. En calles se los separa usualmente a 9 m entre sí. Produce una leve sombra y no mata el pasto u otras plantas debajo de ellos. Soporta fuertes vientos, y moderadamente tolerante a sal en la atmósfera y en suelos salinos. Apto para costas marinas.
Su madera es una de las más valiosas del comercio mundial. Fue la primera madera embarcada hacia Europa en el siglo XVI. (Hoy la mayoría es de la caoba de Honduras (Swietenia macrophylla), procedente de la selva tropical de América Central y de Sudamérica.) Madera dura, rojiza. Con este material noble, la caoba, diseñaron su artístico mobiliario los tres grandes ebanistas de la carpintería inglesa: Chippendale, Hepplewhite y Sheraton, entre los siglos XVII y XVIII. Sus muebles valen fortunas hoy.

## Taxonomía
Swietenia mahagoni fue descrito por (L.) Jacq. y publicado en Enumeratio Systematica Plantarum, quas in insulis Caribaeis 20. 1760.
Sinonimia
- Cedrela mahagoni L.	basónimo
- Swietenia acutifolia Stokes
- Swietenia fabrilis Salisb.
- Swietenia mahagoni var. praecociflora Hemsl.
- Swietenia mahogani C. DC.
- Swietenia mahogoni Lam.[5]